# Île Double
L'île Double (en anglais Double Island) est une des îles Malouines (Falkland Islands).